# Siphonicytara serrulata
Siphonicytara serrulata är en mossdjursart som beskrevs av Busk 1884. Siphonicytara serrulata ingår i släktet Siphonicytara och familjen Siphonicytaridae. Inga underarter finns listade i Catalogue of Life.